# 第二五二海軍航空隊
第二五二海軍航空隊（だい252かいぐんこうくうたい）は、太平洋戦争における日本海軍の戦闘機部隊の一つ。護衛・迎撃・戦闘・特攻・陸戦に従事した。

## 沿革

### ラバウル
元山海軍航空隊は戦爆連合隊として、仏印進駐を皮切りに太平洋戦争劈頭のインドシナ戦線で活動していたが、昭和17年4月に陸攻隊がラバウルに派遣される一方、戦闘機隊はインドシナに残留することになって、統一指揮が不可能になった。6月に陸攻隊が内地に帰還したことを機に、戦闘機隊も帰還したが、その際に陸攻隊と完全に分離し、大湊海軍航空隊戦闘機隊を編入して、1942年9月20日、252空が木更津飛行場で開隊。第十一航空艦隊第二二航空戦隊に編入。定数・戦闘機60。木更津で練成に従事。
ソロモン諸島で連合軍の反攻が始まったことから、252空はラバウル進駐を目指して練成が始まる。1942年11月1日進出、航空母艦大鷹に搭載し木更津発。第一空襲部隊（第二一航空戦隊）に編入。11月7日ラバウル着。11月12日初動、ガダルカナル島ルンガ岬陣地爆撃隊の護衛。11月17日　ブナ守備隊援護のためラエ飛行場に進出。以後、連合軍の空襲部隊を迎撃。12月23日ニュージョージア島ムンダ飛行場に分遣隊24機進出。12月29日　ムンダ分遣隊、進出翌日からの空襲により壊滅、ムンダ飛行場を放棄。1943年1月3日ブナ守備隊玉砕。ラエ飛行場よりラバウルに撤退。1月4日ガダルカナル島撤退作戦（ケ号作戦）発動。支援のためブインに進出。1月25日ガダルカナル島航空撃滅戦に参加。1月28日バラレ島に進出。1月29日レンネル島沖海戦勃発、陸攻隊を護衛。2月1日 - 7日ケ号作戦支援。3月11日 ラバウル残留隊、最後の戦闘。陸軍爆撃機のブナ攻撃直衛任務で9機出撃。ブナ上空で連合軍の戦闘機約20機と空戦を行い、18機の撃墜（内、不確実6機）を報じる。
1943年2月20日転進開始。本隊はバラレよりカビエンに進出。一部はブインに残留。2月23日カビエンよりマーシャル諸島方面に進出。3月2日先遣隊、ウェーク島に到着。3月12日ラバウル方面残留隊、マーシャル諸島の本隊に合流下令。全機クェゼリン環礁ルオット・ウェーク島・ナウル島・マロエラップ環礁タロアに展開。4月21日ナウルに敵機襲来、4機で迎撃。7月19日ウェーク島に敵機襲来、B-24撃墜2機、4機喪失。9月1日南鳥島に敵機動部隊襲来、ルオット本隊のウェーク進出を企図、のち解除。9月18日タラワ島に敵機襲来、マロエラップ派遣隊の大半をタラワに派遣。10月1日ルオット本隊、マロエラップに前進。10月6日ウェーク島に敵機動部隊・水上艦襲来。空襲・艦砲射撃で派遣隊機体喪失。11月19日ギルバート諸島全土とナウルでタラワ上陸事前空襲。ナウル派遣隊迎撃。11月21日米軍マキン・タラワに上陸。ルオット発の救援陸攻隊の護衛を図るが荒天のため引き返し。23日マキン玉砕（マキンの戦い）、25日タラワ玉砕（タラワの戦い）。11月23日ミレ島空襲、マロエラップ隊迎撃。
11月24日翌日までマロエラップ隊の零戦は、爆装してマキン島の艦船に攻撃を実施。21機撃墜報告・16機喪失。飛行隊長周防元成大尉は、爆装で動きが鈍くなり被害が多かったため、飛びもしない分かっていない者が飛べと言う机上の計画で部下を死なすわけにはいかんと司令部に抗議する。
11月下旬から12月上旬に頻発したギルバート沖航空戦・マーシャル沖航空戦には不参加。12月に入るとタラワからマーシャル諸島各基地に米陸軍機による空襲が連日のように行われ、邀撃に追われる。12月7日　各地の派遣先より撤退。マーシャル諸島北東にあり、米軍の進攻可能性が最も高いマロエラップに集合する。稼動機30。12月25日マキン島飛行場を第二八一海軍航空隊・第五三一海軍航空隊と連合で強襲。1944年1月30日米機動部隊によるクェゼリン環礁上陸事前空襲。マロエラップに延べ90機襲来、機体払底。2月5日搭乗員、マロエラップ脱出。マロエラップに残留していたのは、奇しくも元山空だった第七五五海軍航空隊36名と二五二空24名だった。旧元山空の残留者計60名は、七五五空にかろうじて残った陸攻3機に分乗し、トラックに脱出した。二五二空で脱出したのは副長舟木中佐以下の搭乗員で、司令柳村大佐以下の地上要員は残留した。離陸時、柳村司令は自ら発光信号を手にとって「サヨウナラ サヨウナラ」と見えなくなるまで発信し続けていたという。柳村司令はその後3月31日に戦死した。

### 1944年

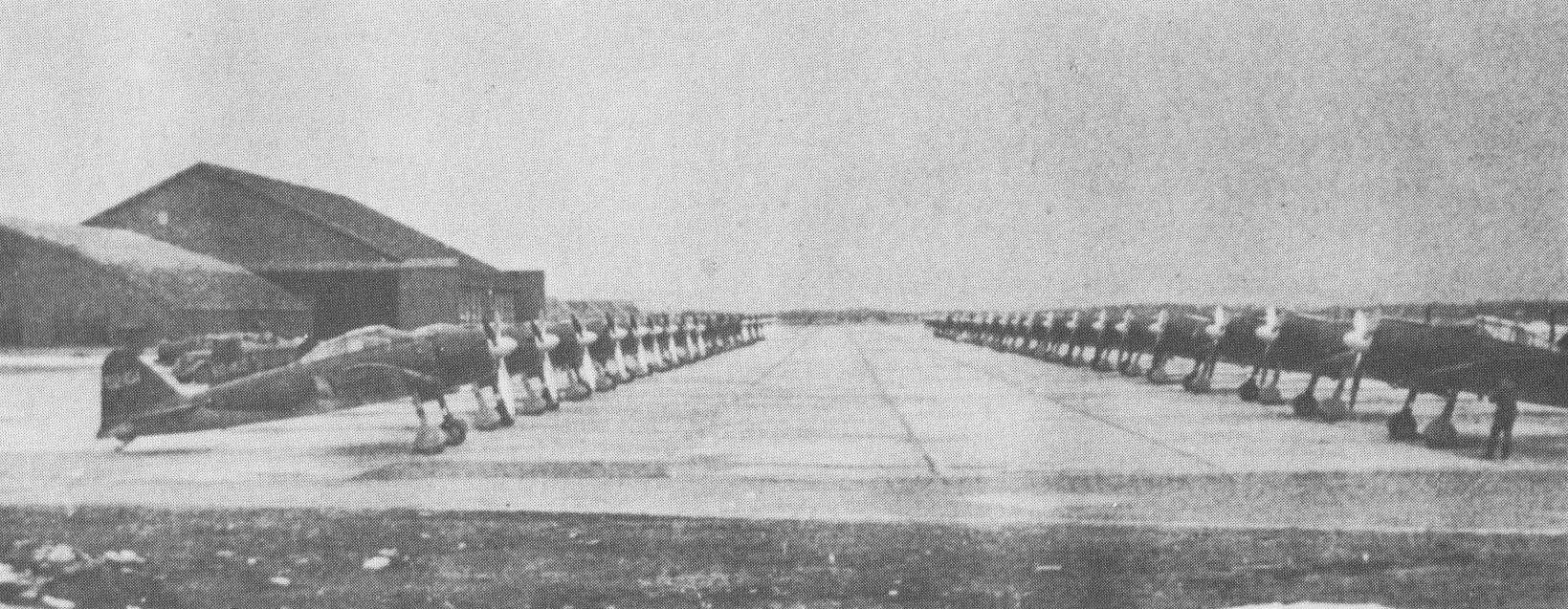
昭和19年5月、三沢飛行場の252空。

1944年2月20日新司令に昇格した舟木中佐のもと再編作業開始。第十二航空艦隊第二七航空戦隊に編入。定数48機。戦闘第302飛行隊・戦闘第315飛行隊・戦闘第317飛行隊を新設充当。3月14日三沢飛行場・大湊海軍航空隊樺山飛行場に進出。訓練・哨戒に従事。6月15日二七航戦は横須賀海軍航空隊と連合、「八幡空襲部隊」を結成。6月16日東号作戦発動、厚木飛行場に進出。以後、散発的に硫黄島に進出。6月24日硫黄島に敵機襲来。以後、断続的に空襲のため戦力消耗。 7月4日この日の硫黄島空襲で機体全損。作戦行動不能。 7月10日八幡部隊残留勢力を再編し、第三航空艦隊を新編。解隊した第三〇一海軍航空隊を再編した攻撃第316飛行隊を編入。
10月より台湾・フィリピン方面で捷号作戦が実施されることになり、二五二空は戦317飛行隊を残してフィリピンに進出することになった。硫黄島の攻防は翌年3月の上陸戦まで一方的な空襲と散発的な迎撃で進捗した。11月、硫黄島に残留する三航空艦部隊は、サイパン島アスリート飛行場の強襲作戦を計画し、参加部隊は「第一御盾隊」と命名された。二五二空戦317飛行隊からは零戦12機が御盾隊に参加している。特攻ではなく、生還を前提とした作戦である。零戦攻撃隊はサイパン島攻撃後、パガン島に不時着、潜水艦で回収される計画だった。零戦は国籍マーク以外すべて黒色に塗装されていた。10月18日まで戦317飛行隊を除く戦301・315・316飛行隊はルソン島マバラカット飛行場に進出。10月24日レイテ沖海戦に呼応し、航空総攻撃。26機で護衛中、敵機と遭遇し交戦。7機撃墜・11機喪失。10月25日　撤退戦を上空支援、11機で出撃。10月26日タクロバンの敵輸送船団を襲撃。11月1日オルモック湾敵前輸送を上空支援（多号作戦）。
二五二空としてのフィリピン戦線は11月後半に終結した。フィリピンの主力隊と目されていた二〇一空の消耗が激しいため、比較的数がそろっている二五二空の飛行隊を編入して両隊の維持を図ったためである。
11月26日深夜、先行爆撃隊の一式陸攻と陸軍爆撃機（海軍偵察員少尉搭乗）、百式偵察機が発進。11月27日午前8時、零戦隊と彩雲発進。午前10時40分、御盾隊はアスリート飛行場を攻撃。奇襲は成功し、B-29爆撃機4機炎上6機大破の戦果をあげた。銃撃成功後、零戦1機が収容に指定されたパガン島まで帰還したが、着陸寸前に墜落した。攻撃前にも1機が故障で不時着している。結果、12機全機が失われた。また誘導、戦果確認のために参加した偵察機「彩雲」 2機は、1機が生還した。
1944年11月15日戦闘311飛行隊を再編。硫黄島の戦317飛行隊と合わせ二個飛行隊編成。11月30日戦闘第301飛行隊を再編。三個飛行隊に増強。12月25日戦闘301飛行隊が第三四三海軍航空隊開隊に伴い転出。11月30日をもって、戦301・戦315・戦316の三個飛行隊は二〇一空に編入され、翌年1月の撤退までフィリピン戦線での航空作戦に従事した。一方、二五二空には11月15日に戦311、30日に戦301の二個飛行隊が編入された。これらは旧二〇一空の飛行隊だが、フィリピンで解散した初代飛行隊ではなく、内地で新たに編成された二代目であった。したがって、二五二空の系譜はここで断絶しており、撤退を経験せず帳簿上の変更で内地に戻った。

### 1945年
1945年2月5日編成変更。戦304・戦308・戦311・戦313の四個飛行隊に改編。第二〇三海軍航空隊から戦闘308飛行隊・戦闘313飛行隊が二五二空に編入。旧第二二一海軍航空隊戦闘304飛行隊を廃止、新編戦闘304飛行隊を二五二空に編入。旧戦闘317飛行隊員を308に転籍。新編戦闘317飛行隊は第二〇五海軍航空隊に充当。2月16日翌日まで敵機動部隊艦載機が関東に襲来（ジャンボリー作戦）。戦313を除く三個飛行隊で迎撃。2月25日翌日まで敵機動部隊艦載機が関東に再来。迎撃。2月26日戦闘第311飛行隊を二〇三空に編入、ただちに国分飛行場に進出。3月5日戦闘第308飛行隊を第六〇一海軍航空隊に編入。3月上旬攻撃第3飛行隊を編入。3月26日天号作戦発動、戦313飛行隊・攻撃3飛行隊は富高飛行場に進出。4月3日沖縄沖の船団に向け戦313爆装零戦4・攻3彗星3で突入。4月6日「菊水一号作戦」発動、戦313・攻3は「第三御盾隊」を結成、27機出撃・9機喪失。4月7日東京・名古屋に空襲。茂原に残留した戦304が迎撃。同日第三御盾隊、二度目の出撃。18機出撃・5機喪失。4月11日第三御盾隊、三度目の出撃。その後、第三御盾隊は第七五二海軍航空隊に編入され、沖縄方面で消耗。4月12日立川・郡山に空襲。茂原より4機で迎撃。5月19日名古屋に空襲。8機で迎撃。5月28日　千葉県・茨城県の陸海軍飛行場をムスタング隊が強襲。10機で迎撃。この強襲で茂原飛行場より郡山飛行場への退避が決定。
以後は本土決戦に備えた温存策が取られ、郡山に逼塞して終戦を迎えた。4月12日の第1回空襲は迎撃する立場だったが、7月29日の第2回空襲は迎撃せず、8月8日の第3回空襲では二五二空が退避する郡山飛行場そのものが標的となった。翌日の空襲と合わせて4回の空襲を阻止することは二五二空にはできなかった。終戦をもって二五二空は解散した。最終的に残った機材は次の通り。
- 零戦六二型52機、零戦五二型28機、彗星四三型7機、一式陸攻二四型29機

## 主力機種
- 零式艦上戦闘機
- 彗星…攻撃第3飛行隊の主力機。

## 歴代司令
- 柳村義種 大佐：昭和17年9月20日 -
- 舟木忠夫 中佐：昭和19年2月20日 -
- 藤松達次 大佐：昭和19年7月10日 -
- 斎藤正久 大佐：昭和19年11月15日 -
- 榊原喜与二 中佐：昭和20年6月 - 終戦後解隊